# Haldo
Haldo, eller Halldo som det också stavas, är ett isländskt namn som betyder häll eller klippa.
Den 31 december 2006 fanns det 272 män i Sverige med namnet Haldo, 83 av dessa hette det som tilltalsnamn/förstanamn. Det fanns 4 män som hette Halldo, 2 av dessa hade namnet som tilltalsnamn/förstanamn.
Namnet fanns i den svenska almanackan på 20 februari 1986-1992, men försvann i 1993 års namnlängd.

## Personer med namnet Haldo
- Haldo Gibson, svensk översättare och ordboksförfattare